# Fidena philipi
Fidena philipi är en tvåvingeart som beskrevs av Coscaron 2001. Fidena philipi ingår i släktet Fidena och familjen bromsar. Inga underarter finns listade i Catalogue of Life.